# تا وقتی جوانیم
تا وقتی جوانیم (به انگلیسی: While We're Young) فیلم کمدی-درام آمریکایی، به نویسندگی، تهیه‌کنندگی و کارگردانی نوآ بامباک محصول سال ۲۰۱۴ است.
این فیلم در بخش ویژهٔ جشنواره بین‌المللی فیلم تورنتو ۲۰۱۴ اکران شد و در ۲۷ مه ۲۰۱۵، بر روی پردهٔ سینما رفت.
داستان فیلم در مورد یک فیلم‌ساز مستند اهل نیویورک و همسر وی می‌باشد که به‌طور اتّفاقی با زوجی جوان آشنا می‌شوند.